# XIe législature du Parlement de Galice
La XIe législature du Parlement de Galice est un cycle parlementaire du Parlement de Galice, d'une durée initiale de quatre ans, ouvert le 7 août 2020 à la suite des élections du 12 juillet précédent, et clos le 26 décembre 2023.

## Bureau du Parlement
| Poste                  | Titulaire                 | Parti | Parti      | Circonscription |
| ---------------------- | ------------------------- | ----- | ---------- | --------------- |
| Président              | Miguel Ángel Santalices   |       | PPdeG      | Ourense         |
| Premier vice-président | Diego Calvo               |       | PPdeG      | La Corogne      |
| Premier vice-président | Elena Candia (24/05/2022) |       | PPdeG      | Lugo            |
| Second vice-président  | Montse Prado              |       | BNG        | Pontevedra      |
| Secrétaire             | Corina Porro              |       | PPdeG      | Pontevedra      |
| Vice-secrétaire        | Marina Ortega             |       | PSdeG-PSOE | Ourense         |

## Groupes parlementaires
| Nom | Nom                 | Début | Fin | Porte-parole                                |
| --- | ------------------- | ----- | --- | ------------------------------------------- |
|     | Groupe populaire    | 42    | 42  | Pedro Puy Alberto Pazos (05/09/2023)        |
|     | Groupe nationaliste | 19    | 19  | Ana Pontón                                  |
|     | Groupe socialiste   | 14    | 14  | Gonzalo Caballero Luis Álvarez (15/01/2022) |

## Commissions parlementaires
| Commission                                                                                       | Président                         | Parti | Parti | Circonscription |
| ------------------------------------------------------------------------------------------------ | --------------------------------- | ----- | ----- | --------------- |
| Commissions permanentes législatives                                                             |                                   |       |       |                 |
| Commission institutionnelle, de l'Administration générale, de la Justice et de l'Intérieur       | José Manuel Rey                   | PPdeG |       | La Corogne      |
| Commission institutionnelle, de l'Administration générale, de la Justice et de l'Intérieur       | Marisol Díaz (29/06/2023)         | PPdeG |       | Ourense         |
| Commission de l'Aménagement territorial, des Travaux publics, de l'Environnement et des Services | Elena Candia                      | PPdeG |       | Lugo            |
| Commission de l'Aménagement territorial, des Travaux publics, de l'Environnement et des Services | Jesús Vázquez (22/10/2020)        | PPdeG |       | Pontevedra      |
| Commission de l'Aménagement territorial, des Travaux publics, de l'Environnement et des Services | Carmen Pomar (11/12/2020)         | PPdeG |       | La Corogne      |
| Commission de l'Économie, des Finances et des Budgets                                            | Noa Presas                        | BNG   |       | Ourense         |
| Commission de l'Économie, des Finances et des Budgets                                            | Rosana Pérez (22/09/2022)         | BNG   |       | La Corogne      |
| Commission de l'Économie, des Finances et des Budgets                                            | Noa Presas (30/03/2023)           | BNG   |       | Ourense         |
| Commission de l'Éducation et de la Culture                                                       | Martín Fernández                  | PPdeG |       | La Corogne      |
| Commission de l'Éducation et de la Culture                                                       | Teresa Egerique (18/12/2020)      | PPdeG |       | Pontevedra      |
| Commission de la Santé, de la Politique sociale et de l'Emploi                                   | Corina Porro                      | PPdeG |       | Pontevedra      |
| Commission de l'Industrie, de l'Énergie, du Commerce et du Tourisme                              | Marta Nóvoa                       | PPdeG |       | Ourense         |
| Commission de l'Industrie, de l'Énergie, du Commerce et du Tourisme                              | Cristina Sanz (13/10/2023)        | PPdeG |       | Lugo            |
| Commission de l'Agriculture, de l'Alimentation, de l'Élevage et de la Montagne                   | Daniel Vega                       | PPdeG |       | Lugo            |
| Commission de l'Agriculture, de l'Alimentation, de l'Élevage et de la Montagne                   | Rubén Lorenzo (06/07/2023)        | PPdeG |       | La Corogne      |
| Commission de la Pêche et de l'Aquaculture                                                       | Alberto Pazos                     | PPdeG |       | Pontevedra      |
| Commission de la Pêche et de l'Aquaculture                                                       | José Manuel Balseiro (02/10/2020) | PPdeG |       | Lugo            |
| Commissions permanentes non-législatives                                                         |                                   |       |       |                 |
| Commission du Règlement                                                                          | Miguel Ángel Santalices           | PPdeG |       | Ourense         |
| Commission des Pétitions                                                                         | Miguel Ángel Santalices           | PPdeG |       | Ourense         |
| Commission du Statut des députés                                                                 | Pedro Puy                         | PPdeG |       | La Corogne      |
| Commission du Statut des députés                                                                 | Alberto Pazos (23/12/2021)        | PPdeG |       | Pontevedra      |
| Commission du Contrôle de la Radiotélévision galicienne                                          | Ovidio Rodeiro                    | PPdeG |       | La Corogne      |
| Commission du Contrôle de la Radiotélévision galicienne                                          | Guadalupe Murillo (04/07/2023)    | PPdeG |       | Pontevedra      |
| Commission des Relations avec le Conseil des Comptes                                             | Alberto Pazos                     | PPdeG |       | Pontevedra      |
| Commission des Relations avec le Conseil des Comptes                                             | Raquel Arias (29/09/2020)         | PPdeG |       | Lugo            |

## Gouvernement et opposition
| Candidat                     | Date                                        | Vote       |       |     |            | Résultat |
| Candidat                     | Date                                        | Vote       | PPdeG | BNG | PSdeG-PSOE | Résultat |
| Alberto Núñez Feijóo (PPdeG) | 3 septembre 2020 (majorité absolue requise) | Oui        | 42    |     |            | 42 / 75  |
| Alberto Núñez Feijóo (PPdeG) | 3 septembre 2020 (majorité absolue requise) | Non        |       | 19  | 14         | 33 / 75  |
| Alberto Núñez Feijóo (PPdeG) | 3 septembre 2020 (majorité absolue requise) | Abstention |       |     |            | 0 / 75   |

| Candidat              | Date                                   | Vote       |       |     |            | Résultat |
| Candidat              | Date                                   | Vote       | PPdeG | BNG | PSdeG-PSOE | Résultat |
| Alfonso Rueda (PPdeG) | 12 mai 2022 (majorité absolue requise) | Oui        | 41    |     |            | 41 / 75  |
| Alfonso Rueda (PPdeG) | 12 mai 2022 (majorité absolue requise) | Non        |       | 19  | 14         | 33 / 75  |
| Alfonso Rueda (PPdeG) | 12 mai 2022 (majorité absolue requise) | Abstention |       |     |            | 0 / 75   |
| Alfonso Rueda (PPdeG) | 12 mai 2022 (majorité absolue requise) | Absent     | 1     |     |            | 1 / 75   |

## Désignations

### Sénateurs
| Parti      | Parti              | Sénateurs désignés         | Voix |
| ---------- | ------------------ | -------------------------- | ---- |
| PSdeG-PSOE |                    | Xoaquín Fernández Leiceaga | 59   |
| PPdeG      |                    | Elena Muñoz Fonteriz       | 51   |
| PPdeG      | Jesús Vázquez Abad | 51                         |      |

- Désignation : 19 novembre 2019 sous la législature précédente.
- Jesús Vázquez (PPdeG) est remplacé en octobre 2021 par Juan Carlos Serrano López.
- Elena Muñoz (PPdeG) et Juan Carlos Serrano (PPdeG) sont remplacés par Alberto Núñez Feijóo et Miguel Ángel Tellado Filgueira en mai 2022 avec 41 voix favorables.

| Parti | Parti | Sénateurs désignés          | Voix |
| ----- | ----- | --------------------------- | ---- |
| PP    |       | José Manuel Baltar Blanco   | 42   |
| PP    |       | José Manuel Rey Varela      | 42   |
| BNG   |       | María Carme da Silva Méndez | 30   |

- Désignation : 28 juillet 2023.